# Stathmós (Imathie)
Stathmós (grec moderne : Σταθμός) est une localité située dans le dème de Náoussa, dans le district régional d'Imathie, dans la periphérie de Macédoine-Centrale, en Grèce.
Selon le recensement de 2011, elle compte 85 habitants.